# Gran Chaco
Gran Chaco (tiếng Quechua: chaku, "vùng đất săn bắn") là một khu vực địa lý tại Nam Mỹ. Có địa hình đất thấp tự nhiên, dân cư thưa thớt, nóng và bán khô hạn thuộc lưu vực sông Río de la Plata, phân chia giữa phía đông Bolivia, Paraguay, phía bắc Argentina và một phần bang Brazilian thuộc Mato Grosso và Mato Grosso do Sul, nơi kết nối với khu vực Pantanal. Vùng đất này đôi khi được gọi là đồng bằng Chaco.